# Ndama Bapupa
Didier Ndama Bapupa (ur. 30 czerwca 1972) – kongijski piłkarz grający na pozycji obrońcy.

## Kariera klubowa
Swoją karierę piłkarską Bapupa rozpoczął w klubie DC Motema Pembe. Grał w nim do 1993 roku. Wtedy też wyjechał do Belgii i został zawodnikiem pierwszoligowego KV Oostende. W sezonie 1993/1994 spadł z nim do drugiej ligi. W 2001 roku odszedł z Oostende do także drugoligowego Cercle Brugge, w którym spędził rok.

## Kariera reprezentacyjna
W 1998 roku Bapupa został powołany do reprezentacji Demokratycznej Republiki Konga na Puchar Narodów Afryki 1998. Rozegrał na nim cztery mecze: z Togo (2:1), z Tunezją (1:2), z Ghaną (1:0) i o 3. miejsce z Burkina Faso (4:4, k. 4:1). Z Demokratyczną Republiką Konga zajął 3. miejsce w tym turnieju.